# ヒートアップミュージック
ヒートアップミュージックは、STVラジオで放送されていたラジオ番組。

## 概要
2004年4月より開始の野球中継終了後のクッション番組。2007年ナイターインは『熱血!ファイターズスタジアム』放送のため休止、別に「サタデーミュージックファイター」という類似の番組を放送していた。2008年ナイターインからは土日限定で放送。2010年からは日曜ナイターが無くなり、土曜限定の放送となった。2011年度は平日はなまらんとして放送。2011年11月19日をもって放送終了し、2012年度からはぞっこんファイターズとなった。以前は、コロムビアミュージックエンタテインメント・日本クラウン・徳間ジャパンコミュニケーションズ・テイチクエンタテインメントの協力を得ていた。

## 放送時間
土曜21:00〜21:30
（STVアタックナイター（ファイターズスタジアム）のクッション番組のなので放送時間が短くなる、もしくは休止になる場合あり）
- ファイターズ戦が21:00よりも早く終わった時は、場合によっては他の試合を放送するが、ファイターズ戦以外は最大延長21:30までと決まっているためなかなか放送されず、21:00までこの番組を放送している。

### 以前の放送時間
- 2006年10月〜2007年3月までは、20:40～21:30
- 2006年のナイターインは21:00〜22:00（日→金）
- 2007年10月〜2008年3月までは、20:40〜21:30
- 2008年以降、毎週日曜日 21:00〜21:30

## 放送内容
- リスナーからのリクエスト
- 明日の天気
- スポーツニュース
- 道路情報
- ニュースフラッシュ（1日のニュースを振り返る）

## パーソナリティー
- 渋谷もなみ

### 過去のパーソナリティ
- 石田久美子
- 奈良愛美
- 吉田眞理子
- 寺田あやこ
- 増川愛美
- 大吉昭子
- 宮田愛子
- 鹿角美果

## NEW HIT WAVE
2000年のナイターイン時より放送開始。ヒートアップミュージックの前身である。

### 出演者
- 高岡麻美（2001年　火曜・水曜）
- 綿貫真希（2001年　木曜・金曜）
- 奈良愛美